# Audi Sport

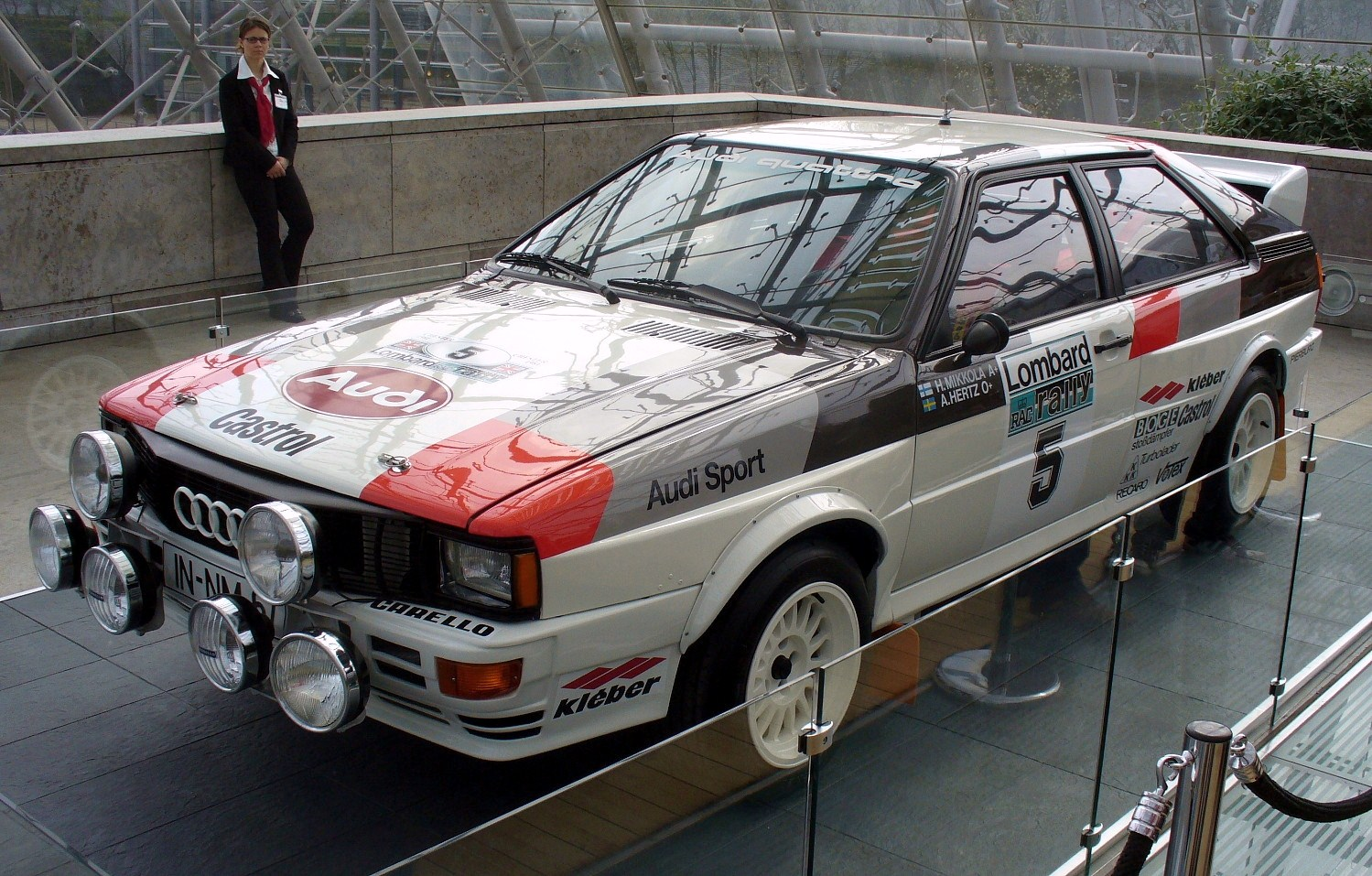
Audi Quattro

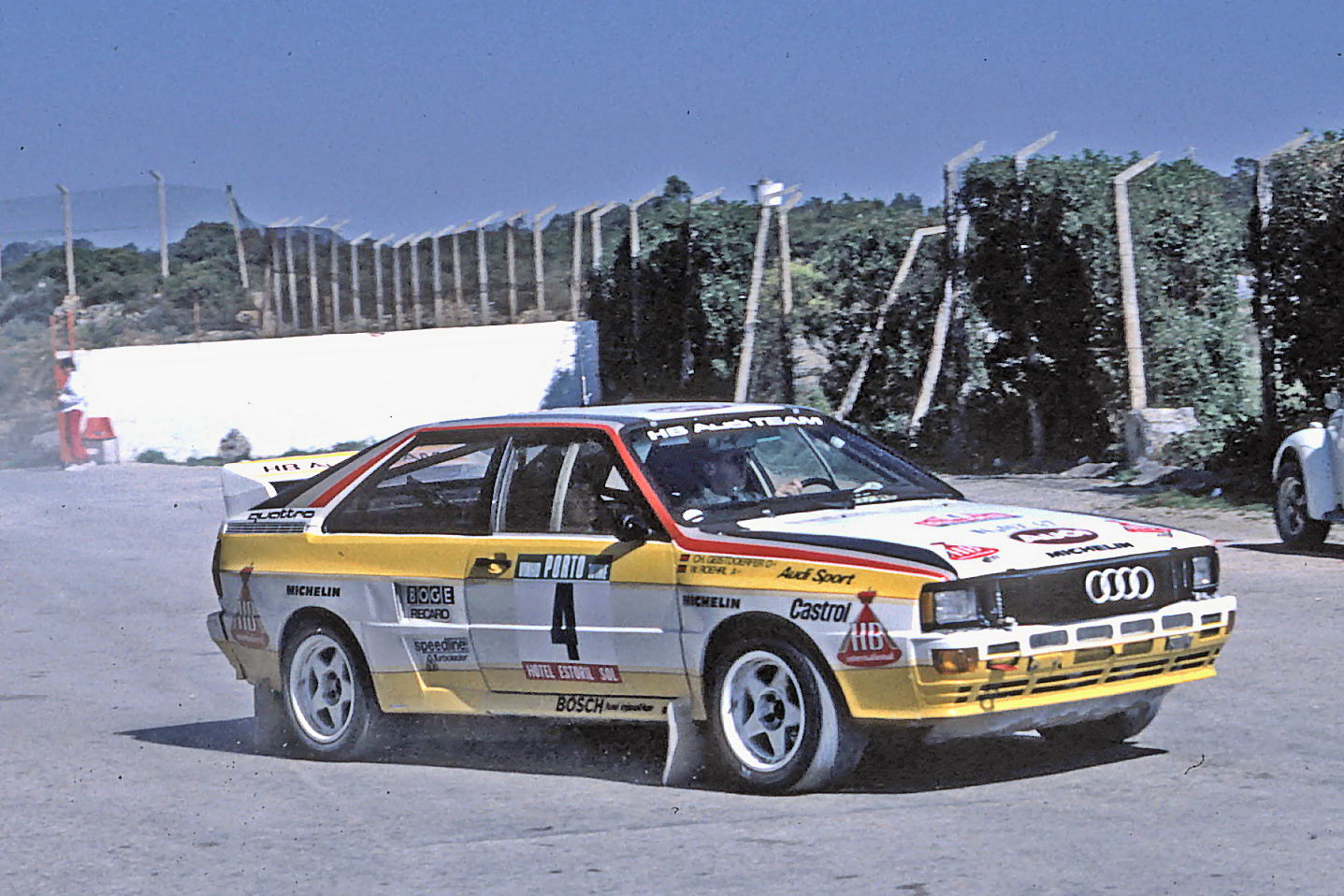
Audi Quattro A2

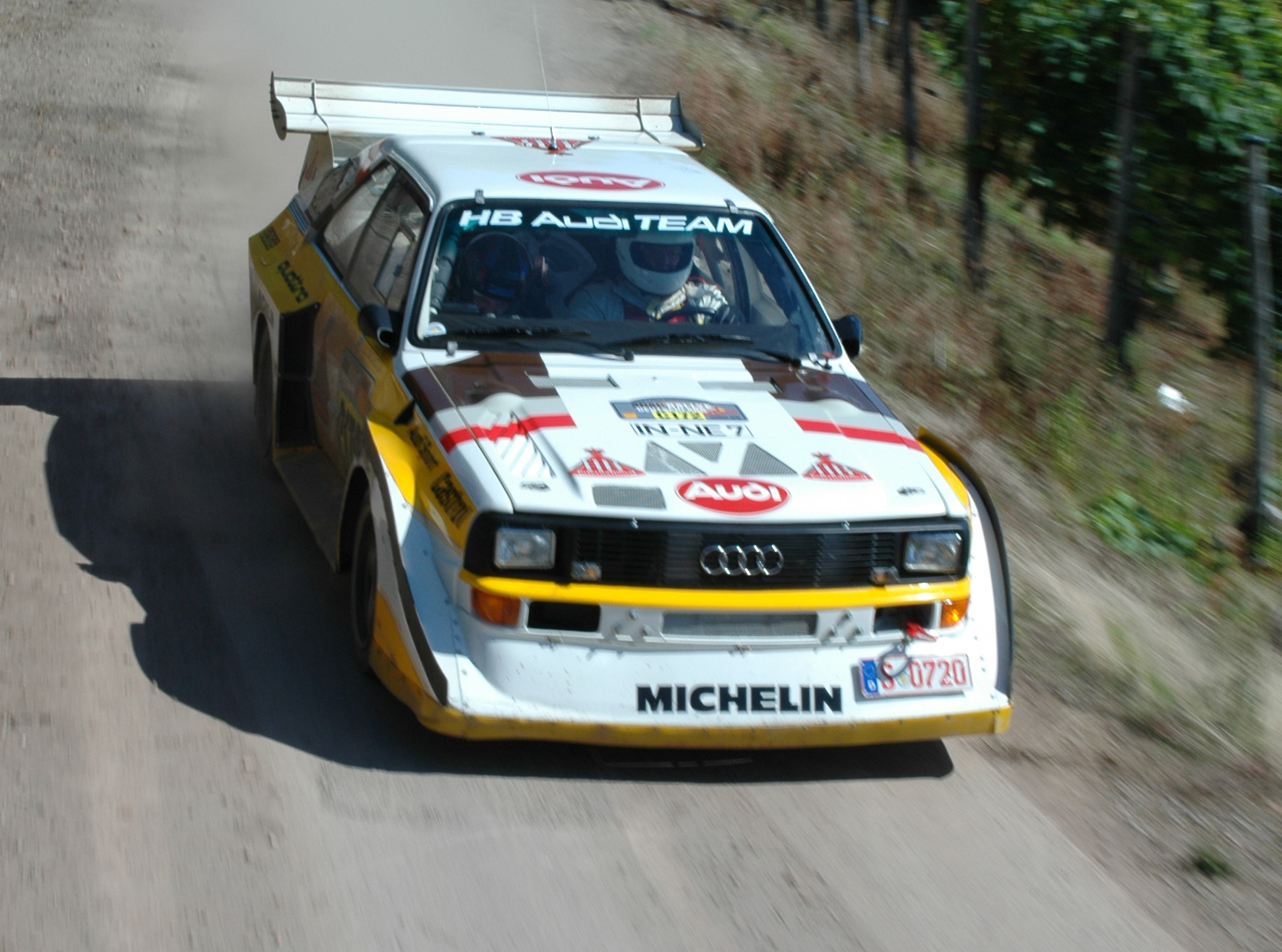
Audi Quattro S1

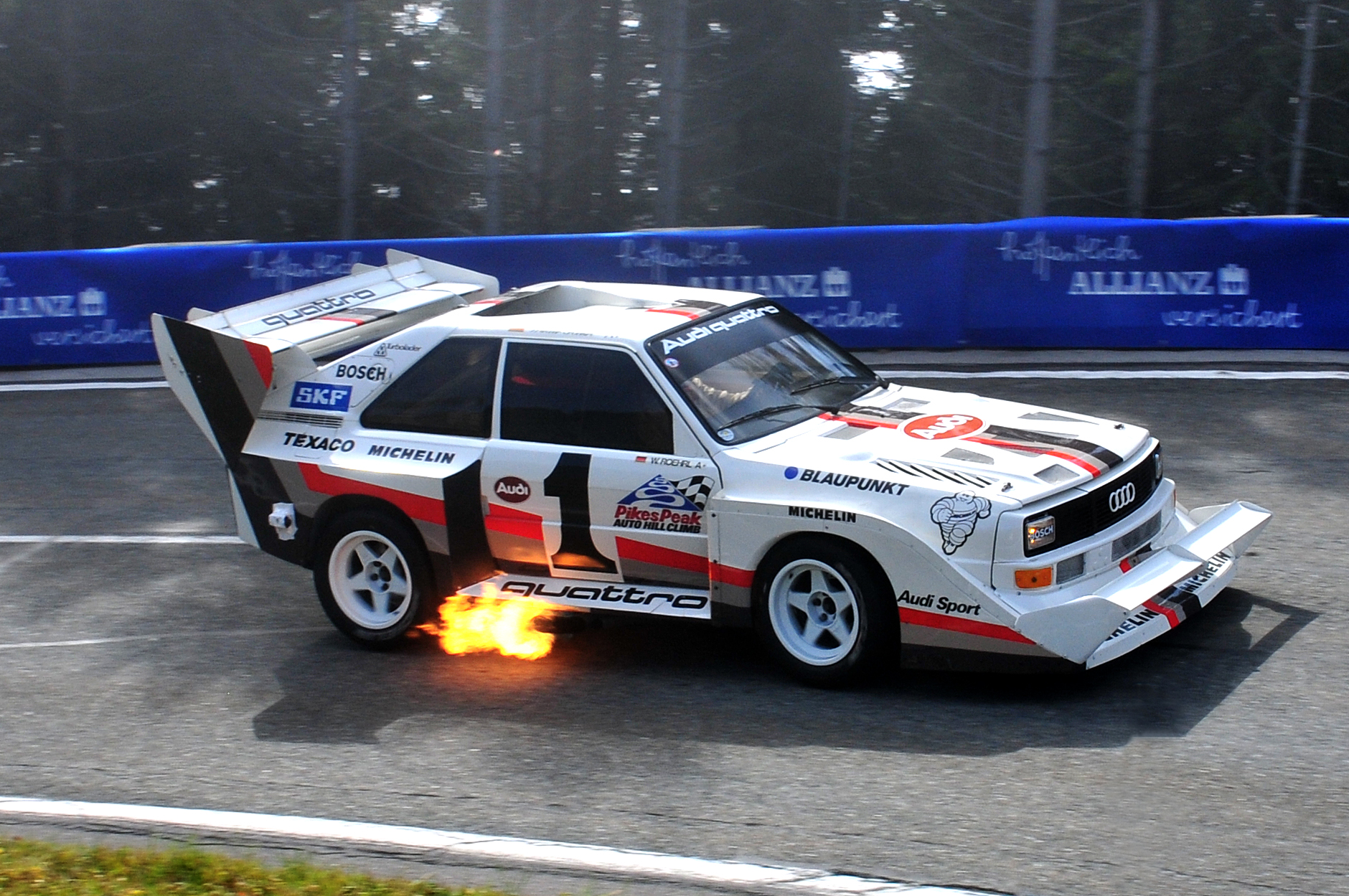
Audi Quattro S1 Pikes Peak

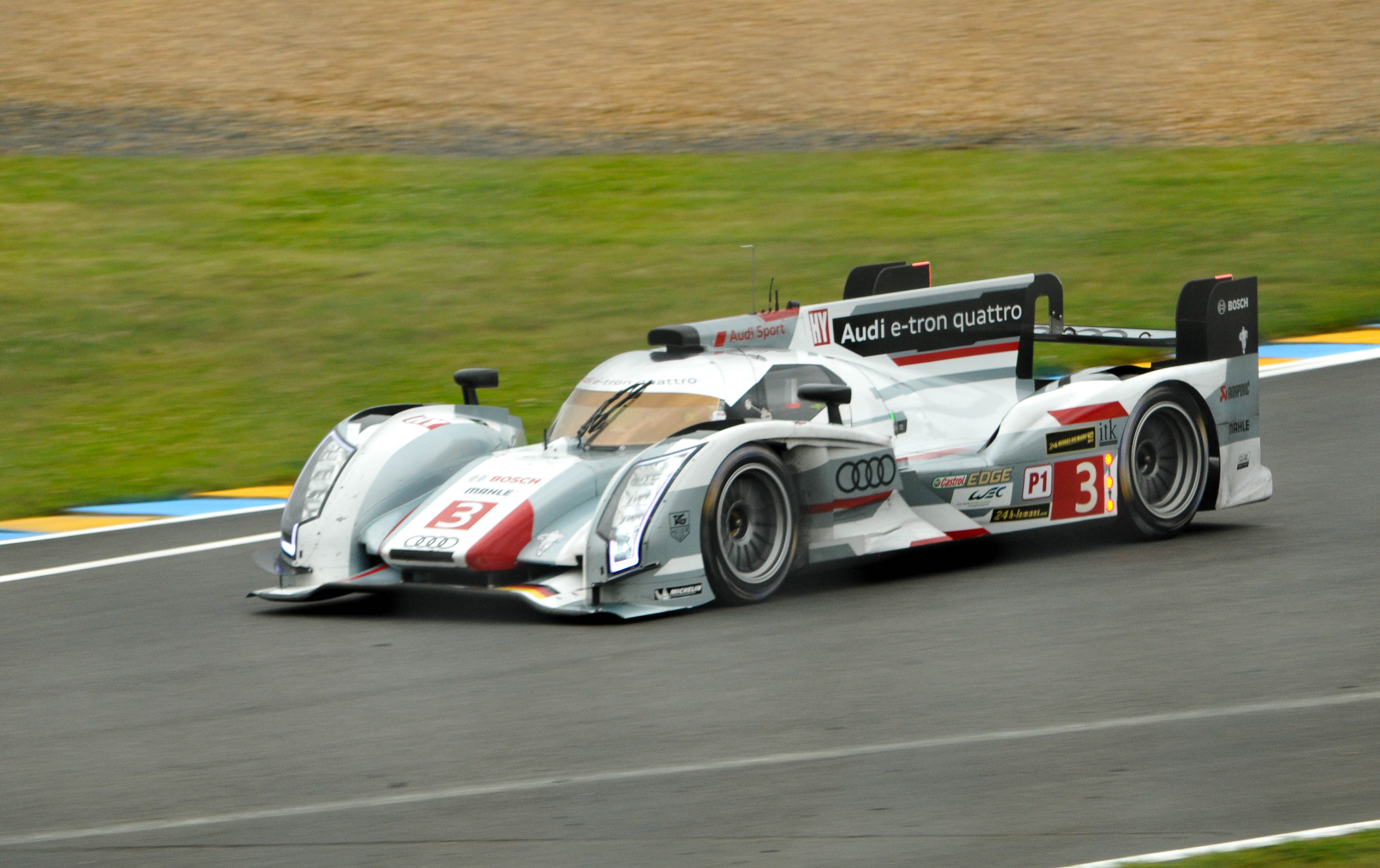
Audi R18 e-tron quattro

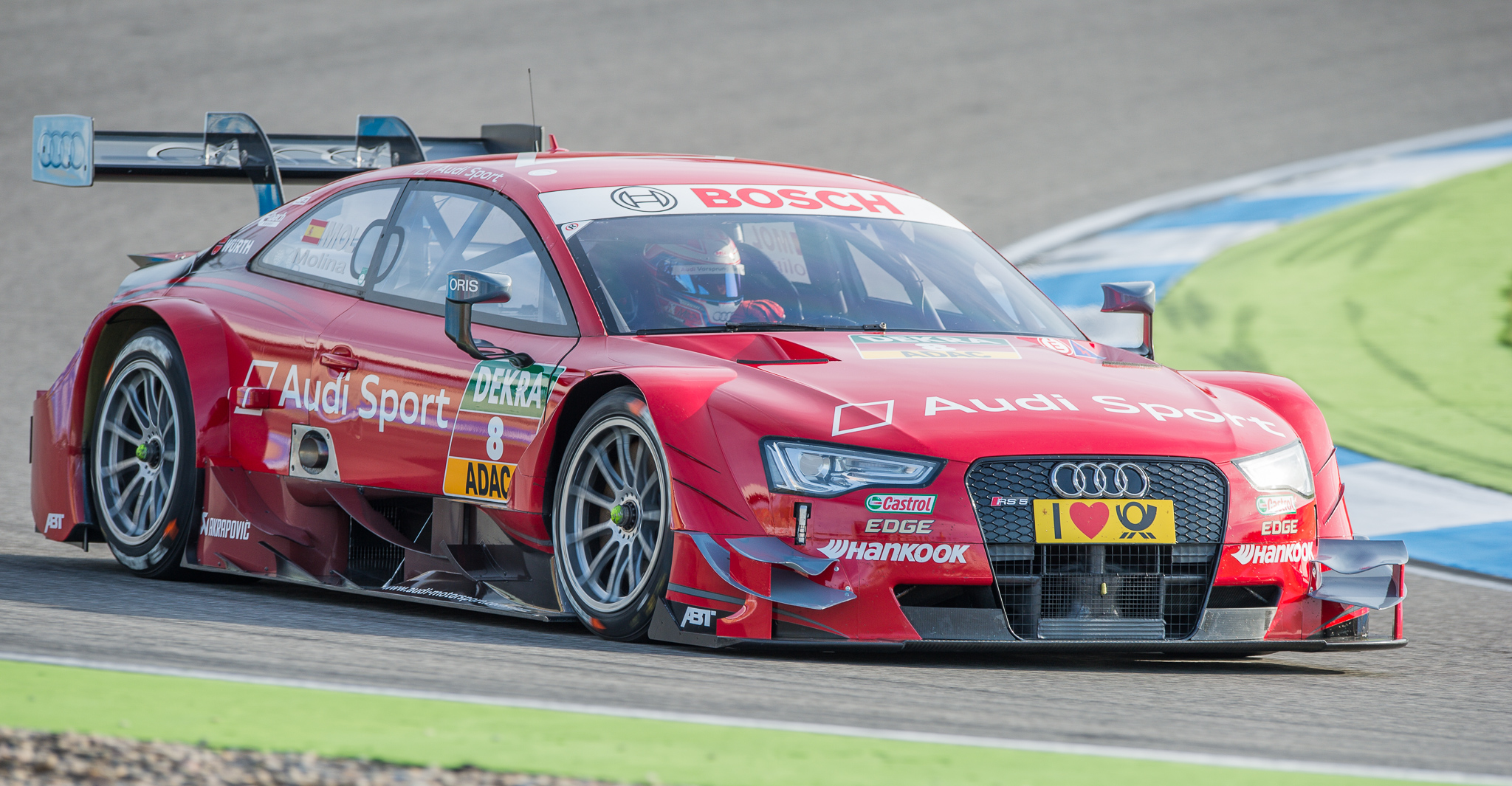
Audi RS5 DTM

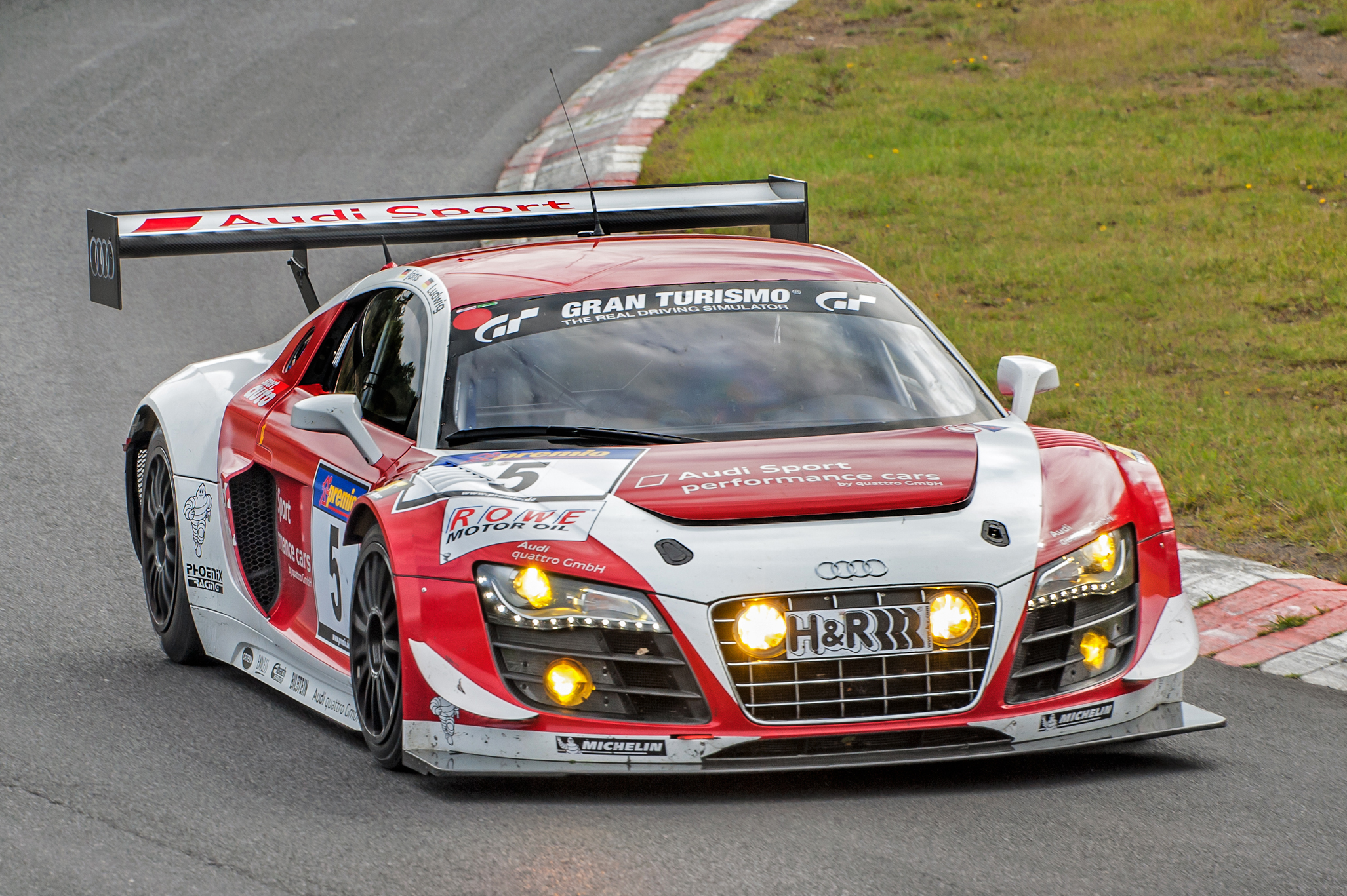
Audi R8 LMS

Audi Sport es la división deportiva del fabricante alemán de automóviles Audi. Disputó el Campeonato Mundial de Rally entre los años 1982 y 1987, consiguiendo dos títulos de constructores y dos de pilotos. También obtuvo cuatro victorias consecutivas en la carrera de montaña de Pikes Peak entre 1984 y 1987.
A continuación, la marca pasó a competir oficialmente en turismos, primero en el Deutsche Tourenwagen Meisterschaft, luego en Superturismo y actualmente en el Deutsche Tourenwagen Masters. Ha logrado nueve campeonatos de pilotos en el DTM y dos de Superturismo Alemán.
Desde 1999 hasta 2016, Audi corrió de manera oficial en sport prototipos, obteniendo 13 triunfos en la 24 Horas de Le Mans y varios títulos en la American Le Mans Series y el Campeonato Mundial de Resistencia. Audi Sport ofrece versiones GT3 del Audi R8 para equipos privados y semioficiales, logrando victorias en las 24 Horas de Nürburgring y las 24 Horas de Spa.

## Historia

### Rally
En 1982 Audi hace su primera participación oficial como equipo con el Audi Sport. Tenía como pilotos a Hannu Mikkola y Michele Mouton, la primera y única mujer que ha competido en la historia de los rallyes por el título mundial. Audi contaba además con los pilotos: Stig Blomqvist, Michele Cinotto, Harald Demuth y Franz Wittman que participaron finalmente para la marca. El equipo consiguió cinco victorias con el Audi Quattro, tres de ellas para Mouton y dos para Mikkola. Además de conseguir el segundo y tercer puesto en el Campeonato de pilotos, la marca alemana se llevó el Campeonato de Constructores, completando en el año de su debut en un resultado inmejorable.
Para 1983 contaron de nuevo con Mouton y Mikkola, y Stig Blomqvist se unió definitivamente al equipo. Se utilizaron dos versiones del Quattro, el Quattro A1 y el Quattro A2. Con cinco victorias de Mikkola, la marca consiguió su primer Campeonato de Pilotos, pero no el de Constructores que ese año se lo llevaría Lancia al quedar a solo dos puntos de la marca alemana.
Al año siguiente, Audi ficha al campeón del mundo Walter Rohrl, el mismo que le había impedido ganar el campeonato de pilotos el primer año. Siete victorias consiguió el equipo, empleando para ello dos versiones del Quattro, el Audi Quattro A2 y el Audi Quattro Sport, este último como Grupo B y además logra llevarse para sus vitrinas los dos campeonatos: Pilotos y Constructores. Con ello Audi marca un hito en el mundial de rallyes al conseguir en solo tres años, cuatro títulos.
En 1985 Audi, con los mismos pilotos, excepto Mouton que solo participó en una prueba, y con la nueva versión del Quattro: Audi Quattro Sport S1, tan solo consigue una victoria y los subcampeonatos, en un año donde reinaría Peugeot con Timo Salonen pilotando el Peugeot 205 T16.
En el año 1986 Audi solo compite en cuatro pruebas, obteniendo un tercer puesto en Monte Carlo como mejor resultado.
Ante la eliminación del Grupo B para la temporada 1987, Audi pasó a competir con el Audi 200 quattro del Grupo A. El equipo participa de nuevo en solo cuatro pruebas, logrando el 1-2 en el Rally Safari y obteniendo dos terceros puestos en Monte Carlo y el Acrópolis. Consiguió el subcampeonato de Constructores, pero muy lejos de la marca ganadora: Lancia con 58 puntos de diferencia. Fue la última temporada oficial de Audi en rally.

### Pikes Peak
Audi disputó Pikes Peak con versiones radicales del Audi Sport Quattro. La francesa Michèle Mouton ganó en 1984 y 1985, el estadounidense Bobby Unser en 1986, y el alemán Walter Röhrl en 1987.

### DTM (1990-1992)
Audi ingresó en 1990 al Deutsche Tourenwagen Meisterschaft, el principal campeonato alemán de automovilismo. Eligió el Audi V8 quattro, cuyo sistema de tracción a las cuatro ruedas y mayor potencia mostró ser superior a los rivales de BMW y Mercedes-Benz. Hans-Joachim Stuck fue campeón con siete victorias en 22 carreras, en tanto que Röhrl quedó undécimo. En 1991, Frank Biela triunfó seis veces y Stuck en cuatro, resultando así primero y tercero en el campeonato.
El DTM cambió el reglamento para eliminar la ventaja de Audi. En las primeras 12 carreras de 1992, los cuatro pilotos lograron apenas una victoria y cuatro podios; la marca se retiró inmediatamente del certamen.

### Superturismo Alemán (1994-1999)
Audi se reorientó al reglamento Superturismo, colaborando en la creación del Campeonato Alemán de Superturismos. Inició su campaña en 1994 con el Audi 80 quattro. Biela resultó subcampeón ese año, Emanuele Pirro tercero, Rinaldo Capello séptimo y Stuck octavo.
En 1995, la marca adoptó el nuevo Audi A4 quattro; Biela resultó tercero, Stuck cuarto, Altfrid Heger quinto, y Tamara Vidali novena. Pirro finalmente logró el título para Audi en 1996, en tanto que Christian Abt consiguió el cuarto puesto, Karl Wendlinger el quinto, Vidali el séptimo, y Philipp Peter el noveno.
Los Audi perdieron competitividad en el Campeonato Alemán de Superturismos 1997. Pirro fue el mejor con un sexto puesto de campeonato, Yvan Muller quedó séptimo, y Kris Nissen noveno.
En 1998, el equipo Abt pasó a utilizar un A4 de tracción delantera. Abt, Biela y Pirro se ubicaron fuera de los diez primeros en la tabla general, sin lograr podios. Ante la salida de BMW, Nissan y Peugeot en 1999, los Audi se volvieron rivales directos de Opel y Honda en la lucha por el título. Abt fue campeón, Nissen quinto, Michael Bartels séptimo y Arnd Meier noveno con Audi.

### Turismos en Europa y Australia
A lo largo de la década de 1990, Audi también corrió oficialmente en otros campeonatos nacionales de Superturismo. En Francia, Xavier Lapeyre fue campeón en 1991 con un Audi 80 quattro, Marc Sourd en 1992, y Frank Biela en 1993.
Audi comenzó a competir en el Campeonato Británico de Turismos con el A4 quattro en 1996, donde Biela fue campeón por amplio margen y John Bintcliffe terminó séptimo. En 1997, Biela fue subcampeón y Bintcliffe repitió el séptimo. El equipo debió adoptar tracción delantera en la temporada 1998; Yvan Muller terminó séptimo sin victorias, y Bintcliffe 15.º.
Pirro obtuvo el Campeonato Italiano de Superturismos de 1994 y Capello el quinto puesto con un Audi 80 quattro. Pirro y Capello lograron el 1-2 en el campeonato 1995, ahora con el nuevo Audi A4. En 1996, Capello obtuvo el tercer título de pilotos de la marca, e Yvan Muller se ubicó cuarto. Capello resultó tercero en la temporada 1997, y Wendlinger quedó quinto. En 1998, Capello fue quinto y Fabian Peroni sexto, tras lo cual la marca se retiró del certamen.
Tommy Kristoffersson compitió con su equipo en el Campeonato Sueco de Turismos con Audi desde 1998 hasta 2009, en algunos casos con apoyo oficial. Entre otros resultados, el propio Kristoffersson resultó cuarto en el campeonato de pilotos de 2001 y quinto en 1998; Mattias Ekström fue campeón en 1999; Fredrik Ekblom fue campeón en 2003, subcampeón en 2000 y tercero en 2004; Roberto Colciago fue campeón en 2001 y 2002; y Thed Björk fue campeón en 2006 y cuarto en 2007.
Audi logró el 1-2 en la Copa Europea de Turismos 1995, luego de sendas victorias de Biela y Pirro en las dos mangas disputadas en Paul Ricard. Stuck había resultado quinto en la carrera de 1994.
En el Campeonato Australiano de Superturismos, Brad Jones y Greg Murphy resultaron tercero y cuarto en 1995 con un Audi 80 Quattro, y primero y tercero en 1996 con un Audi A4 quattro. En 1997, Cameron McConville resultó tercero y Jones cuarto. En 1998, Jones fue campeón y McConville subcampeón, logrando 14 victorias en 16 carreras. Jones finalizó tercero y Matthew Coleman cuarto en la temporada 1999, la última de Audi en Australia.
Por otra parte, Jones y McConville resultaron segundo y tercero en los 1000 km de Bathurst de Superturismo de 1997, acompañados de Biela y Jean-François Hemroulle. En 1999, Jones y McConville consiguieron el tercer lugar, a la vez que Morris y Paul Radisich abandonaron en el otro automóvil.

### DTM (2000-presente)
Tras la crisis de los Superturismo, Audi formó parte del nuevo Deutsche Tourenwagen Masters en su regreso en 2000. El equipo Abt, sin apoyo oficial, puso en pista cuatro Audi TT pilotados por para Laurent Aïello, Kris Nissen, Christian Abt y James Thompson. Lograron apenas cuatro arribos en zona de puntos, con Aïello destacándose con un quinto, un séptimo y un noveno para concluir 16.º en el campeonato.
Aïello y Abt permanecieron en el equipo principal de Abt, en tanto que Mattias Ekström y Martin Tomczyk formaron el equipo juvenil. Aïello obtuvo el quinto puesto de campeonato, lego de obtener dos victorias y un segundo puesto en diez carreras. Por su parte, Ekström se ubicó octavo, Abt décimo y Tomczyk 13.º.
Los cuatro pilotos permanecieron en el equipo en 2002, sumándose Wendlinger. Aïello fue campeón frente a Bernd Schneider de AMG Mercedes-Benz, a la vez que Ekström resultó tercero y Abt séptimo. Abt pasó a competir con seis pilotos en 2003; Ekström quedó cuarto, Aïello sexto y Abt 12.º.
Audi se encargó de desarrollar el nuevo A4 de la temporada 2004 del DTM. Asimismo, comenzó a apoyar oficialmente a los equipos Abt y Joest. Ekström fue campeón de la categoría, Tom Kristensen consiguió el cuarto puesto, y Tomczyk el quinto con Abt.
En 2005, Abt y Joest dispusieron de cuatro pilotos cada uno, aunque el segundo equipo utilizó los A4 del año anterior. Ekström y Kristensen de Abt culminaron segundo y tercero, sin poder derrotar a Gary Paffett de Mercedes-Benz. Abt quedó noveno con Joest, y McNish décimo con Abt.
Luego de que Opel se retirara del DTM para la temporada 2006, a los cuatro automóviles de Abt se sumaron dos de Phoenix y Rosberg del año anterior, y Kolles con dos del 2004 en lugar de Joest. Kristensen y Tomczyk resultaron tercero y cuarto, en tanto que Heinz-Harald Frentzen y Ekström terminaron séptimo y octavo también con Abt.
En 2007, Ekström de Abt batió a Bruno Spengler para obtener el campeonato, en tanto que sus compañeros de equipo Tomczyk y Scheider se colocaron tercero y séptimo.
Audi siguió con diez pilotos en 2008, repartidos del mismo modo ente los cuatro equipos que en los años anteriores. Timo Scheider fue campeón ante Paul di Resta, Ekström quedó tercero, Tomczyk séptimo y Kristensen octavo, todos ellos pilotos de Abt.
La estructura se amplió a 12 pilotos para la temporada 2009, con Katherine Legge utilizando un A4 del año anterior dentro de Abt, y Kolles añadiendo un tercer modelo 2007. Scheider obtuvo el bicampeonato frente a sus rivales de Mercedes-Benz, en tanto que Ekström, Tomczyk y Kristensen se colocaron quinto, sexto y octavo también con Abt.
Kolles salió del DTM en 2010, quedando así cinco pilotos en Abt, dos en Phoenix y dos en Rosberg. Mercedes-Benz dominó el certamen, por lo que Scheider y Ekström debieron confirmarse con el cuarto y quinto puesto final. Mike Rockenfeller de Phoenix se colocó séptimo, por delante de Tomczyk y Oliver Jarvis de Abt, quienes utilizaban modelos más recientes.
Tomczyk sorprendió a todos en el DTM al obtener el título 2011 con un A4 antiguo del equipo Phoenix. Ekström fue subcampeón, Scheider cuarto y Rockenfeller sexto con Abt.
Con el retorno de BMW al DTM y el cambio de reglamento técnico en la temporada 2012, Abt redujo su equipo a cuatro pilotos, en tanto que Phoenix y Rosberg pasaron a disponer de los mismos Audi A5. Rockenfeller resultó cuarto en el campeonato con Phoenix y Edoardo Mortara quinto con Rosberg, a la vez que el mejor piloto de Abt fue Ekström con un sexto puesto. El italiano consiguió las únicas dos victorias de Audi.

### Resistencia
En 1999, Audi inició un programa deportivo en sport prototipos, con la colaboración de Joest Racing. Ese año disputó las 12 Horas de Sebring del recién creado campeonato de resistencia American Le Mans Series, y luego las 24 Horas de Le Mans, utilizando dos modelos de sport prototipos simultáneamente: el Audi R8R y el Audi R8C.
El R8R resultó tercero y quinto en Sebring, y tercero y cuarto en Le Mans. Luego se volvió a utilizar en dos fechas de la ALMS 2000, obteniendo un tercer puesto, un cuarto y un sexto. Por su parte, ambos R8C abandonaron en Le Mans por falla mecánicas, y se dejaron de utilizar por falta de competitividad. No obstante, se utilizó como base para que Audi desarrolla el ganador Bentley Speed 8.
En 2000, Audi desarrolló una evolución del R8C, el Audi R8 LMP. Obtuvo cinco victorias en las 24 Horas de Le Mans (2000, 2001, 2002, 2004 y 2005), seis en las 12 Horas de Sebring y Petit Le Mans (2000 a 2005), y seis títulos de pilotos y equipos en la American Le Mans Series (2000 a 2005) siendo el primer automóvil en ganar Le Mans con un motor de gasolina de inyección directa o TFSI
El Audi R10 TDI comenzó a competir en 2006. Fue el primer automóvil con motor diésel en triunfar en las 24 Horas de Le Mans (2006, 2007, 2008) y las 12 Horas de Sebring (2006, 2007). Audi también obtuvo los títulos de pilotos y equipos de la ALMS entre 2006 y 2008, y la Le Mans Series en 2008.
En 2009 debutó el Audi R15 TDI con la victoria en las 12 Horas de Sebring, pero fue derrotado por el Peugeot 908 HDI FAP en las 24 Horas de Le Mans y en Petit Le Mans. El R10 TDI Plus de 2010 triunfó en las 24 Horas de Le Mans y las 8 Horas de Le Castellet de la LMS, pero Peugeot derrotó a la marca alemana en las 12 Horas de Sebring, las 1000 km de Spa-Francorchamps y las tres fechas de la Copa Intercontinental Le Mans (1000 km de Silverstone, Petit Le Mans y 1000 km de Zhuhai).
La Copa Intercontinental Le Mans pasó a tener siete fechas en 2011, incorporando los clásicos de Sebring, Le Mans, Spa-Francorchamps, Silverstone y Petit Le Mans además de Imola y Zhuhai. Audi sólo ganó en las 24 Horas de Le Mans, por lo que perdió todos los títulos en juego. Ese año estrenó el Audi R18, también con motor diésel.
El certamen se reconvirtió en 2012 en el Campeonato Mundial de Resistencia, y Audi pasó a disputarlo frente a Toyota. Audi ganó en Sebring con un R18 modelo 2011. En Spa-Francorchamps y Le Mans, compitieron con dos R18 ultra y dos R18 e-tron quattro, en el segundo caso con sistema de propulsión híbrido y tracción a las cuatro ruedas. El diésel convencional ganó en la cita belga y el híbrido en la prueba francesa. En las cinco fechas restantes, el equipo corrió con dos modelos híbridos, logrando triunfar dos veces. Así, los alemanes obtuvieron los títulos de pilotos y equipos en la clase LMP1.
Audi triunfó en seis de las ocho carreras del Campeonato Mundial de Resistencia de 2013, incluyendo las 24 Horas de Le Mans, por lo que obtuvo los títulos de constructores y pilotos de LMP1.
Para la temporada 2014, Porsche se incorporó al certamen como tercer equipo oficial. Audi logró el 1-2 en Le Mans y Austin, pero tuvo resultados pobres en las demás carreras, por lo que fue subcampeón de constructores por detrás de Toyota.
En 2015, Audi obtuvo dos victorias y dos segundos puestos, todos logrados por el automóvil número 7. Por tanto, la marca obtuvo los subcampeonatos de constructores y equipos, en este caso siendo superados por Porsche.
En la temporada 2016, Audi consiguió dos victorias y cinco segundos puestos, de modo que nuevamente perdió ambos títulos ante Porsche. Asimismo, quedó nuevamente ocupando el tercer escalón del podio en las 24 Horas de Le Mans.

## Resultados

### Campeonato Mundial de Rally
Campeonato de Constructores
| Temporada | 73   | 74 | 75   | 76 | 77 | 78 | 79   | 80 | 81  | 82  | 83  | 84  | 85  | 86  | 87  | 88  | 89  | 90  | 91 | 92  |
| --------- | ---- | -- | ---- | -- | -- | -- | ---- | -- | --- | --- | --- | --- | --- | --- | --- | --- | --- | --- | -- | --- |
| Resultado | 19.º | -  | 16.º | -  | -  | -  | 15.º | -  | 5.º | 1.º | 2.º | 1.º | 2.º | 4.º | 2.º | 3.º | 5.º | 7.º | -  | 7.º |

Temporadas y pilotos
| Temporada  | Piloto          | Vehículo                                 | Victorias | Posición final | Campeo. Construc. |
| ---------- | --------------- | ---------------------------------------- | --------- | -------------- | ----------------- |
| Audi Sport |                 |                                          |           |                |                   |
| 1987       | Hannu Mikkola   | Audi 200 Quattro                         | 1         | 8.º            | 2.º               |
| 1987       | Walter Röhrl    | Audi 200 Quattro                         | 0         | 11.º           | 2.º               |
| 1986       | Hannu Mikkola   | Audi Quattro Sport S1                    | 0         | 18.º           | 4.º               |
| 1986       | Walter Röhrl    | Audi Quattro Sport S1                    | 0         | 22º            | 4.º               |
| 1985       | Stig Blomqvist  | Audi Quattro Sport S1 Audi Quattro Sport | 0         | 2.º            | 2.º               |
| 1985       | Hannu Mikkola   | Audi Quattro Sport S1 Audi Quattro Sport | 0         | 22º            | 2.º               |
| 1985       | Walter Röhrl    | Audi Quattro Sport S1 Audi Quattro Sport | 1         | 3.º            | 2.º               |
| 1984       | Stig Blomqvist  | Audi Quattro A2 Audi Quattro Sport       | 5         | 1.º            | 1.º               |
| 1984       | Hannu Mikkola   | Audi Quattro A2 Audi Quattro Sport       | 1         | 2.º            | 1.º               |
| 1984       | Walter Röhrl    | Audi Quattro A2 Audi Quattro Sport       | 1         | 11.º           | 1.º               |
| 1984       | Michele Mouton  | Audi Quattro A2 Audi Quattro Sport       | 0         | 12.º           | 1.º               |
| 1983       | Hannu Mikkola   | Audi Quattro A2 Audi Quattro A1          | 4         | 1.º            | 2.º               |
| 1983       | Stig Blomqvist  | Audi Quattro A2 Audi Quattro A1          | 0         | 4.º            | 2.º               |
| 1983       | Michele Mouton  | Audi Quattro A2 Audi Quattro A1          | 0         | 5.º            | 2.º               |
| 1982       | Hannu Mikkola   | Audi Quattro                             | 2         | 3.º            | 1.º               |
| 1982       | Michele Mouton  | Audi Quattro                             | 3         | 2.º            | 1.º               |
| 1982       | Stig Blomqvist  | Audi Quattro                             | 0         | 4.º            | 1.º               |
| 1982       | Michele Cinotto | Audi Quattro                             | 0         | 39º            | 1.º               |
| 1982       | Harald Demuth   | Audi Quattro                             | 0         | 32.º           | 1.º               |
| 1982       | Franz Wittman   | Audi Quattro                             | 0         | 16.º           | 1.º               |